# Apabhraṃśa
El término apabhraṃśa o apabhramsha (अपभ्रंश, [ɐpɐbʱrɐ̃ˈɕɐ], prákrito: अवहंस Avahaṃsa) es un término utilizado por los vaiyākaraṇāḥ (gramáticos nativos) desde Patañjali para referirse a idiomas hablados en el norte de India antes del surgimiento de las lenguas indoarias modernas. En la indología lingüística, se utiliza como un término paraguas para los dialectos que forman la transición entre las últimas lenguas indo-arias medievales y las primeras lenguas indoarias modernas, abarcando el período entre los siglos VI y XIII d. C. Sin embargo, estos dialectos se incluyen convencionalmente en el período indoario medio.: p.42  En sánscrito अपभ्रंश apabhraṃśa significa literalmente "corrupto" o "lenguaje no gramatical", aquello que se desvía de la norma de la gramática sánscrita.
La literatura en apabhraṃśa es una fuente valiosa para la historia del norte de India durante el período que abarca los siglos XII al XVI.

## Visión general
El término prákrito, que incluye pali, también se utiliza como un término general para los vernáculos del norte de India que se hablaron quizás hasta los siglos IV al VIII, pero algunos eruditos lo usan para todo el período indo-ario medio. Las lenguas indo-arias medievales se transformaron gradualmente en dialectos apabhraṃśas, que se utilizaron hasta aproximadamente el siglo XIII. Las variedades de apabhraṃśas luego evolucionaron hacia las lenguas indoarias modernas. Los límites de estos períodos son algo difusos, no estrictamente cronológicos. Las lenguas modernas del norte de India a menudo se consideran que comenzaron a desarrollar una identidad distintiva alrededor del siglo XI —mientras los apabhraṃśas todavía estaban en uso— y se volvieron completamente distintas a finales del siglo XII.
Una cantidad significativa de literatura apabhraṃśa se ha encontrado en bibliotecas jainistas. Mientras Amir Khusrow y Kabir escribían en un idioma bastante similar al urdu e hindi modernos, muchos poetas, especialmente en regiones que aún eran gobernadas por reyes hindúes, continuaron escribiendo en apabhraṃśa. Estos autores incluyen a Saraha, Tilopa y Kanha de Kamarupa; Devasena de Dhar (siglo IX d. C.); Pushpadanta de Manyakheta (siglo IX d. C.); Dhanapal; Muni Ramsimha; Hemachandra de Patan; y Raidhu de Gwalior (siglo XV d. C.).
Un ejemplo temprano del uso de apabhraṃśa es el Vikramorvashiyam de Kālidāsa, cuando Pururavas pregunta a los animales en el bosque sobre su amada que había desaparecido. Las composiciones en Apabhramsha continuaron hasta el siglo XVIII, cuando Bhagavatidasa escribió Migankaleha Chariu.
El primer ejemplo conocido de una obra apabhraṃśa escrita por un musulmán es el Sandeśarāsaka de Abdur Rahman de Multan, posiblemente escrito alrededor del año 1000 d. C.

## Escritores y poetas
A continuación se presenta una lista de algunos de los destacados escritores y poetas de la literatura en variedades de apabhraṃśa:
- Mahakavi Swyambhudev (siglo VIII d. C.)

- Ritthanemichariu
- Pauma-Chariu

- Mahakavi Pushpadant (siglo X)

- Mahapuran 
- Naykumarchariu
- Jasaharchariu

- Hemachandra (siglo XII)
- Abdur Rahman (Addahamāṇa) (siglo XII) – poeta de Multan que escribió el romance épico Sandeśarāsaka en Apabhraṃśa.[7]
- Padmanābha, autor del Kanhadade Prabandha (siglo XV)